# Neoserica lutulosa
Neoserica lutulosa är en skalbaggsart som beskrevs av Brenske 1898. Neoserica lutulosa ingår i släktet Neoserica och familjen Melolonthidae. Inga underarter finns listade i Catalogue of Life.